# Labarthe-Bleys
Labarthe-Bleys – miejscowość i gmina we Francji, w regionie Oksytania, w departamencie Tarn.
Według danych na rok 1990 gminę zamieszkiwało 65 osób, a gęstość zaludnienia wynosiła 7 osób/km² (wśród 3020 gmin regionu Midi-Pireneje Labarthe-Bleys plasuje się na 998. miejscu pod względem liczby ludności, natomiast pod względem powierzchni na miejscu 1144.).